# HOXD8
HOXD8 (англ. Homeobox D8) – білок, який кодується однойменним геном, розташованим у людей на короткому плечі 2-ї хромосоми.  Довжина поліпептидного ланцюга білка становить 290 амінокислот, а молекулярна маса — 31 911.
| 10         |  | 20         |  | 30         |  | 40         |  | 50         |
| ---------- |  | ---------- |  | ---------- |  | ---------- |  | ---------- |
| MSSYFVNPLY |  | SKYKAAAAAA |  | AAAGEAINPT |  | YYDCHFAPEV |  | GGRHAAAAAA |
| LQLYGNSAAG |  | FPHAPPQAHA |  | HPHPSPPPSG |  | TGCGGREGRG |  | QEYFHPGGGS |
| PAAAYQAAPP |  | PPPHPPPPPP |  | PPPCGGIACH |  | GEPAKFYGYD |  | NLQRQPIFTT |
| QQEAELVQYP |  | DCKSSSGNIG |  | EDPDHLNQSS |  | SPSQMFPWMR |  | PQAAPGRRRG |
| RQTYSRFQTL |  | ELEKEFLFNP |  | YLTRKRRIEV |  | SHALALTERQ |  | VKIWFQNRRM |
| KWKKENNKDK |  | FPVSRQEVKD |  | GETKKEAQEL |  | EEDRAEGLTN |  |            |

A: Аланін

C: Цистеїн

D: Аспарагінова кислота

E: Глутамінова кислота

F: Фенілаланін

G: Гліцин

H: Гістидин

I: Ізолейцин

K: Лізин

L: Лейцин

M: Метіонін

N: Аспарагін

P: Пролін

Q: Глутамін

R: Аргінін

S: Серин

T: Треонін

V: Валін

W: Триптофан

Кодований геном білок за функцією належить до білків розвитку. 
Задіяний у таких біологічних процесах як транскрипція, регуляція транскрипції, альтернативний сплайсинг. 
Білок має сайт для зв'язування з ДНК. 
Локалізований у ядрі.